# فرودگاه اسپرینگبروک
فرودگاه اسپرینگبروک (به انگلیسی: Springbrook Airport) یک فرودگاه خصوصی است که یک باند فرود آسفالت دارد و طول باند آن ۷۶۲ متر است. این فرودگاه در کشور ایالات متحده آمریکا قرار دارد و در ارتفاع ۴۷۵ متری از سطح دریا واقع شده است.